# تلمبه گوئینی‌ها
تلمبه گوئینی‌ها روستایی در دهستان محمودآبادسید بخش زیدآباد شهرستان سیرجان استان کرمان ایران است.

## جمعیت
بر پایه سرشماری عمومی نفوس و مسکن در سال ۱۳۹۵ جمعیت این مکان ۲۷۹ نفر (۷۰خانوار) بوده‌است.